# Káposztamoly
A káposztamoly (Plutella xylostella) a valódi lepkék (Glossata) alrendjébe tartozó tarkamolyfélék (Plutellidae) családjának egyik, hazánkban általánosan elterjedt faja.

## Elterjedése, élőhelye
Eredetileg európai faj volt, de a 20. században az egész világra széthurcolták. Magyarországon mindenütt és mindig megtalálható.

## Megjelenése
A lepkék első szárnyán egy csipkézett sáv vonul végig, egy sötét külső és egy világos belső részre osztva a szárnyat. Fesztávolsága 11–16 mm.

## Életmódja
Szélsőségesen változó számú (2–10) nemzedéke kel ki egy-egy évben. Hazánkban 3–4 nemzedéke
van úgy, hogy ezek összefolynak. A csúcsrajzása többnyire nyárra, de egyes években az ősz első felére esik. A bábok telelnek át, de lepkékkel a téli hónapokban is találkozhatunk. Mivel a káposztamoly migráló faj, a téli hónapokban talált lepkék migráló és esetenként telelő példányok is lehetnek.
Polifág faj, de tápnövényeinek nagy többsége a keresztesvirágúak (Brassicaceae avagy Cruciferae) családjába tartozik. Legfontosabb gazdanövényei a káposztafélék (a Brassica oleracea különféle változatai és formái). Gyakori tápnövénye még:
- tarlórépa,
- repce, főleg a (káposztarepce),
- mustár, (fehér mustár, Sinapis alba)
- torma (Armoracia rusticana),
- repcsény (Erysimum),
- zsázsa (Lepidium),
- borbálafű (Barbarea),
- pásztortáska (Capsella).

További tápnövényei:
- saláta (Lactuca sativa) – őszirózsafélék családja (Asteraceae avagy Compositae),
- bagolyborsó (Cicer arietinum) – pillangósvirágúak családja (Fabaceae avagy Papilionaceae),
- homoki ballangó (Salsola kali) – libatopfélék családja (Chenopodiaceae),
- különböző rezedafélék (Rezedaceae),
- különböző mákfélék (Papaveraceae)
- és más lágyszárúak is.

Egyes években tömegen elszaporodik, és jelentős károkat okoz.

## Külső hivatkozások
- Mészáros Zoltán – Szabóky Csaba: A magyarországi molylepkék gyakorlati albuma. Budapest: Agroinform. 2005.  arch Hozzáférés: 2018. április 6. (PDF)